# Schlumberger Business Consulting
Schlumberger Business Consulting (SBC) era el brazo de consultoría de negocios de Schlumberger, especializado en la industria de exploración y producción (E&P) de petróleo y gas. Con 200 consultores, operando desde 15 oficinas alrededor del mundo, las capacidades de SBC abarcaban desde estrategia y organización hasta eficiencia operativa. La sede de SBC se encontraba en París, Francia.

## Información general
SBC tiene una aparición relativamente reciente en la escena de consultoría gerencial, siendo fundada en 2004. 
El concepto era combinar la experiencia técnica y el conocimiento sobre petróleo y gas de Schlumberger, con habilidades puras de consultoría de negocios. Lo anterior con el objetivo de crear una consultoría enfocada en E&P, que compitiera con la consultoría generalista tradicional. En poco más de 9 años, SBC ha presentado un rápido crecimiento y es ahora una de las mayores firmas de consultoría gerencial para el sector energético en el mundo
Schlumberger Business Consulting se administra como una entidad independiente de Schlumberger y mantiene un estado de resultados propio.

## Competidores
Los principales competidores de SBC en el mercado de consultoría gerencial para E&P son:  McKinsey & Company, The Boston Consulting Group, Booz & Company y Bain & Company

## Clientes
Los clientes de SBC abarcan tanto compañías petroleras internacionales (IOC, por sus siglas en inglés International Oil Companies), como compañías petroleras nacionales (NOC, National Oil Companies), así como compañías independientes.
A la fecha, SBC ha generado más de 600 proyectos en alrededor de 30 países para algunas de las compañías más grandes del mundo en la industria energética. Estas incluyen más del 60% de las compañías petroleras internacionales y más del 70% de las principales compañías petroleras nacionales.

## Organización
La organización de SBC se centra en cinco competencias clave: 

1.	Estrategia

2.	Organización y Gestión del talento

3.	Mejora operativa

4.	Gestión tecnológica

5.	Fusiones y adquisiciones e integración post-fusión. 
Geográficamente, SBC se organiza en áreas (Norte y Sur América, Europa, Medio Oriente y África, y Asia), cada una liderada por un Director. Sin embargo la estructura de los equipos no está delimitada por el país: los consultores atienden a clientes en todo el mundo, tanto en busca de oportunidades dentro del área, como para dar asistencia a equipos en otras geografías.

## Oficinas
Europe, Middle East, Africa & CIS
- Abu Dhabi[5]
- Londres
- París
- Moscow
- The Hague

América
- Houston
- México
- Río de Janeiro

Asia
- Perth
- Bangkok
- Beijing
- Yakarta
- Kuala Lumpur
- Nueva Delhi
- Singapur

## Publicaciones
SBC publica anualmente datos comparativos de recursos humanos para dar seguimiento al reclutamiento de ingenieros en la industria de petróleo y gas, además de proporcionar una visión sobre la oferta y la demanda de profesionistas en Ingeniería Energética.
En marzo de 2011, SBC publicó su "2010 Oil & Gas HR Benchmark study", con la participación de más de 50 compañías y 80 universidades. En el reporte se pronostica una pérdida global de profesionales petrotécnicos (PTPs), de 5,000 ingenieros para el 2014, como resultado del retiro del personal más experimentado, dando oportunidad de crecer a las personas que se unan a la industria.
Cuatro quintas partes de los nuevos graduados en Ingeniería Petrolera, procederán de Asia y de las antiguas repúblicas soviéticas, con China contribuyendo por sí sola el 30%.